# Mega Express
Die Mega Express ist eine Fähre der französischen Reederei Corsica Ferries – Sardinia Ferries.

## Geschichte
Die Fähre wurde bei Cantieri Naval Fratelli Orlando in Livorno gebaut und am 25. Mai 1999 auf Kiel gelegt. Am 25. März 2000 fand der Stapellauf statt. Am 29. März 2001 wurde das Schiff an Corsica Ferries abgeliefert und nahm am 2. April 2001 ihren Dienst auf. Die Mega Express bedient seitdem verschiedene Strecken zwischen dem italienischen bzw. französischen Festland und den Mittelmeerinseln Korsika, Sardinien und saisonal auch den Balearen.

## Schwesterschiffe
Die Mega Express hat ein Schwesterschiff, die Mega Express Two. Die beiden Schwesterschiffe sind die einzigen Neubauten der Fährgesellschaft Corsica Ferries. 

## Technische Daten
Die Mega Express ist wie ihr Schwesterschiff so konzipiert, dass sie am Tag als Schnellfähre und in der Nacht als Cruise-Fähre verkehren kann. Um die Autos bzw. die Lastwagen aufnehmen zu können, verfügt sie über eine Bug- und zwei Heckklappen.
Neuartig im Vergleich zu älteren Fähren ist die hohe Anzahl an Restaurants und Bars, beachtenswert ist auch das traditionell gewordene abgeschrägte „Mega-Express-Heck“ mit dem auffallenden Treppenhaus.
Das Unterwasserschiff basiert auf einem Bugwulstsystem und einem konventionellen Heck mit zwei Schrauben und zwei Rudern.